# Néstor Núñez
Néstor Núñez López (Villahermosa, Tabasco; 4 de diciembre de 1980) es un político mexicano, miembro fundador del partido Morena, fue el primer alcalde de Cuauhtémoc, una de las demarcaciones más importantes de la Ciudad de México, de 2018 a 2021. 
En 2015 se desempeñó como diputado local de la Ciudad de México por el Distrito IX, formó parte de la VII Legislatura de la Asamblea Legislativa del Distrito Federal como diputado de mayoría relativa. Es hijo del exgobernador de Tabasco Arturo Núñez Jiménez.

## Biografía

### Estudios y formación
Néstor Núñez López estudió Derecho en el Instituto Tecnológico Autónomo de México (ITAM). Posteriormente cursó la maestría en Democracia y Parlamento en el Instituto de Investigaciones Jurídicas de la Universidad Nacional Autónoma de México (UNAM) y la Universidad de Salamanca, en España, cuenta con estudios en Economía y Políticas Públicas por el Instituto Universitario de Investigación José Ortega y Gasset y la [Universidad Complutense de Madrid] 

### Experiencia parlamentaria
En el 2006 participó en la defensa jurídica de la Coalición Por el Bien de Todos Primero los Pobres, encabezada por Andrés Manuel López Obrador. En la LX Legislatura del Senado de la República se desempeñó como Secretario Técnico de la Vicepresidencia del Grupo Parlamentario del PRD, seis años después, durante la LXII Legislatura de la Cámara de Diputados, fungió como secretario de Enlace Legislativo del Grupo Parlamentario de Movimiento Ciudadano, como secretario técnico de la Mesa de Candidaturas Federales durante las elecciones de 2012. Ha ocupado cargos dentro de la estructura del partido morena, como coordinador estatal de morena en Guanajuato y delegado del mismo partido en Zacatecas.

### Diputado local del Distrito Federal (2015-2018)
Néstor Núñez contendió en las Elecciones del Distrito Federal de México de 2015 en las que se renovaron las jefaturas delegacionales y la Asamblea Legislativa. Fue electo diputado de mayoría relativa del Distrito IX, correspondiente a la zona norte de la alcaldía Cuauhtémoc.
En su actividad legislativa trabajó temas como movilidad, medio ambiente, seguridad, fomento al empleo, salud y asistencia social. El 11 de enero de 2017, fue electo para presidir la Mesa Directiva de la Diputación Permanente del primer receso del segundo año de la VII Legislatura de la Asamblea Legislativa del Distrito Federal. En mayo de 2017 presentó el programa La Ciudad de los Derechos, cuyo objetivo fue desarrollar nuevos proyectos para mejorar la calidad de vida de los habitantes de la Ciudad de México, a través del goce pleno de sus derechos.

### Alcalde de Cuauhtémoc (2018-2021)
Néstor Núñez contendió en las elecciones locales de 2018 por la Alcaldía Cuauhtémoc como candidato de la coalición Juntos Haremos Historia, compuesta por los partidos morena, Partido del Trabajo y Partido Encuentro Social. Durante su campaña realizó eventos en la demarcación con la Doctora Claudia Sheinbaum Pardo, en ese entonces candidata a la Jefatura de Gobierno por la misma coalición.
De octubre de 2018 a septiembre de 2021, fue el primer alcalde electo en la demarcación Cuauhtémoc, Ciudad de México, donde se destacaron sus acciones en favor de los servicios urbanos y el deporte.
Una estrategia central que tuvo como alcalde fue el fomento a la cultura al generar espacios de conocimiento que preservaran la memoria colectiva y la conservación de la riqueza cultural. Por ello, se promovieron intervenciones artísticas en distintos lugares de la demarcación, con el fin de llevar la cultura a distintos grupos de la sociedad.
El Circuito Cultural Cuauhtémoc fue el programa cultural más importante para la alcaldía, ya que fomentó la participación de las y los habitantes, y visitantes de las 33 colonias; tan sólo con este programa se realizaron 40 festivales culturales, al que asistieron más de 35 mil personas, y existió una estrecha colaboración con embajadasde 24 países,11 entidades federativas, 32 instituciones de la sociedad civil y 14 instituciones públicas.
Asimismo, abanderó gestiones que permitieron ampliar los beneficios sociales para las y los habitantes de la zona, especialmente para afrontar la pandemia de la COVID-19, permitiendo así que las familias y negocios siguieran teniendo ingresos y apoyos para continuar en funcionamiento.
En abril del 2020, Néstor Núñez presentó el plan de reactivación económica y social denominado Nuestro Corazón. Este programa tenía dos propósitos fundamentales, el primero, garantizar el acceso a la alimentación de las poblaciones prioritarias y de las personas con menores ingresos; el segundo, procurar que las personas conservarán sus empleos, colaborando con los sectores económicos más importantes de la Alcaldía Cuauhtémoc.
Elecciones Federales (2024)
Se desempeñó como coordinador de la campaña presidencial de Claudia Sheinbaum en la Segunda Circunscripción electoral federal, integrada por los estados de Aguascalientes, Coahuila, Guanajuato, Nuevo León, San Luis Potosí, Tamaulipas y Zacatecas. Estados que históricamente han representado un reto para la izquierda en nuestro país; sin embargo, en este proceso se lograron 12 senadurías y 37 diputaciones federales de mayoría relativa.
El 1° de septiembre de 2024 tomó protesta como diputado plurinominal de morena en la III Legislatura del Congreso de la Ciudad de México, sin embargo, el 18 de septiembre solicitó licencia indefinida, por lo que su suplente, Alberto Vanegas Arenas, tomó protesta. El motivo de la licencia es para coordinar la construcción de los "proyectos prioritarios" del gobierno de la Presidenta Claudia Sheinbaum.